# Åsa Wikforss
Åsa Wikforss (née le 25 juillet 1961) est professeure de philosophie théorique à l'Université de Stockholm et membre de l'Académie suédoise.

## Carrière
Wikforss fait des recherches à l'intersection de la philosophie de l'esprit, du langage et de l'épistémologie et a publié de nombreux articles sur différents sujets dans le domaine. Elle est membre de plusieurs réseaux et conseils de recherche internationaux et est élue à l'Académie royale des sciences de Suède. En septembre 2017, elle publie Alternativa fakta : Om kunskapen och dess fiender ("Faits alternatifs : De la connaissance et de ses ennemis"). Le livre est offert à plus de 100 000 élèves de lycée pour Noël cette année-là, mais est critiqué dans un article de Svenska Dagbladet pour des erreurs statistiques sur le thème des écoles suédoises.
En 2018, elle a plus d'une centaine d'apparitions publiques, parlant de la connaissance et de la résistance à la connaissance, en Suède et au-delà. Elle participe fréquemment au débat public en Suède, dans la presse écrite ainsi qu'à la télévision et à la radio,,. Le 9 mai 2019, elle est élue membre de l'Académie suédoise, pour succéder à Sara Danius au siège 7. Elle est officiellement intronisée le 20 décembre 2019.
En 2021, Wikforss publie Därför demokrati: Om kunskapen och folkstyret (C'est la raison de la démocratie: sur la connaissance et la règle du peuple), un livre de suivi d'Alternativa fakta qui traite des motivations de la démocratie ainsi que de la relation du système politique à la vérité.